# El soroll dels motors
El soroll dels motors (francès: Le bruit des moteurs) és una pel·lícula dramàtica quebequesa del 2021, escrita, produïda i dirigida per Philippe Grégoire. La pel·lícula és protagonitzada per Robert Naylor com a Alexandre, un instructor de l'Agència de Serveis Fronterers del Canadà que torna a la seva ciutat natal després de ser suspès de la feina arran d'una acusació d'agressió sexual no verificada, i que es fa amic de la pilot de curses islandesa Aðalbjörg (Tanja Björk) mentre està sota vigilància policial a causa d'una allau de grafitis pornogràfics a la ciutat. S'ha subtitulat al català.
El repartiment també inclou Alexandrine Agostini, Marc Beaupré, Arnmundur Ernst Björnsson, Huguette Chevalier, Patrice Dussault, Marie-Thérèse Fortin, Maxime Genois, Vial Grégoire, Ingi Hrafn Hilmarsson, Nadia Kessiby, Marc L, Gabrielle Lessard, Virginie Ouellet, Naïarrivée Rabel i Charles Voyerla.
La pel·lícula es va inspirar en part en els antecedents de Grégoire com a empleat de l'Agència de Serveis Fronterers del Canadà, i es va rodar principalment a Napierville, la ciutat natal de Grégoire, però també en part a Islàndia.
La pel·lícula es va estrenar al 69è Festival Internacional de Cinema de Sant Sebastià el 19 de setembre de 2021. Al Quebec, es va projectar per primer cop al Festival de Nou Cinema de Montreal de 2021.